# 旺代勒
旺代勒（法語：Vendelles，法語發音：[vɑ̃dɛl]）是法国上法兰西大区埃纳省的一个市镇，位于该省西北部，属于圣康坦区。

## 地理
旺代勒（49°54'38"N, 3°8'12"E）面积5.28 平方千米，位于法国上法蘭西大區埃纳省，该省份为法国北部内陆省份，北起北部省，西接索姆省和瓦兹省，东临阿登省和马恩省，西南至塞纳-马恩省，东北部与比利时接壤。
与旺代勒接壤的市镇（或旧市镇、城区）包括：让库尔、迈塞米、勒韦尔吉耶、韦尔芒、贝尔讷、埃尔维利。

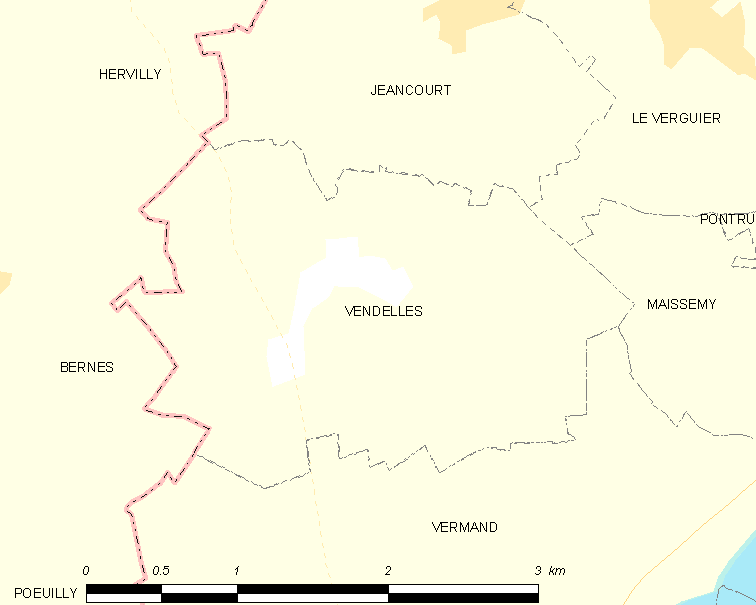
旺代勒的OSM定位图

旺代勒的时区为UTC+01:00、UTC+02:00（夏令时）。

## 行政
旺代勒的邮政编码为02490，INSEE市镇编码为02774。

## 政治
旺代勒所属的省级选区为圣康坦第一县。

## 人口

1962-2008年间旺代勒人口变化图示

旺代勒于2022年1月1日时的人口数量为122人。